# Chiesa di Santa Maria Assunta in cielo e San Vivenzio
La chiesa di Santa Maria Assunta in cielo e San Vivenzio è la parrocchiale di Blera, in provincia e diocesi di Viterbo; fa parte della zona pastorale di Vetralla.
L'edificio si trova nel centro storico; orientato in senso ovest-est, si affaccia su piazza Santa Maria.

## Storia
Fu la cattedrale della Diocesi di Blera, soppressa da secoli, che la tradizione fa iniziare con san Vivenzio, patrono della cittadina.
La facciata venne rifatta nel corso della seconda metà del XVIII secolo, come gran parte della costruzione. Della chiesa romanica originale rimangono infatti solo alcune parti come la cripta, risalente al XI-XII secolo, che ospita la tomba del santo. Il portale marmoreo risale al 1507.
L'interno è a tre navate, divise da pilastri in muratura che hanno rivestito le primitive colonne, con cappelle laterali. Il presbiterio è rialzato di parecchio rispetto alla pavimento. L'altare maggiore ha come base un sarcofago romano in marmo, di età imperiale. Su tre lati è ornato da bassorilievi raffiguranti la caccia di Adone al cinghiale calidonio.
La chiesa ospita diverse opere d'arte, come l'Assunzione di Maria (1789) di Vincenzo Milione. In una delle cappelle di destra è possibile ammirare la Madonna delle Lacrime, di autore e epoca ignoti. Dietro l'altare maggiore spicca una tela della fine del Cinquecento: la Vergine assunta in cielo di Antonio da Bassano. Al di sopra dell'ingresso principale è appeso un olio rappresentante la flagellazione di Gesù, di autore ignoto del XVI secolo il cui stile ricorda Annibale Carracci.

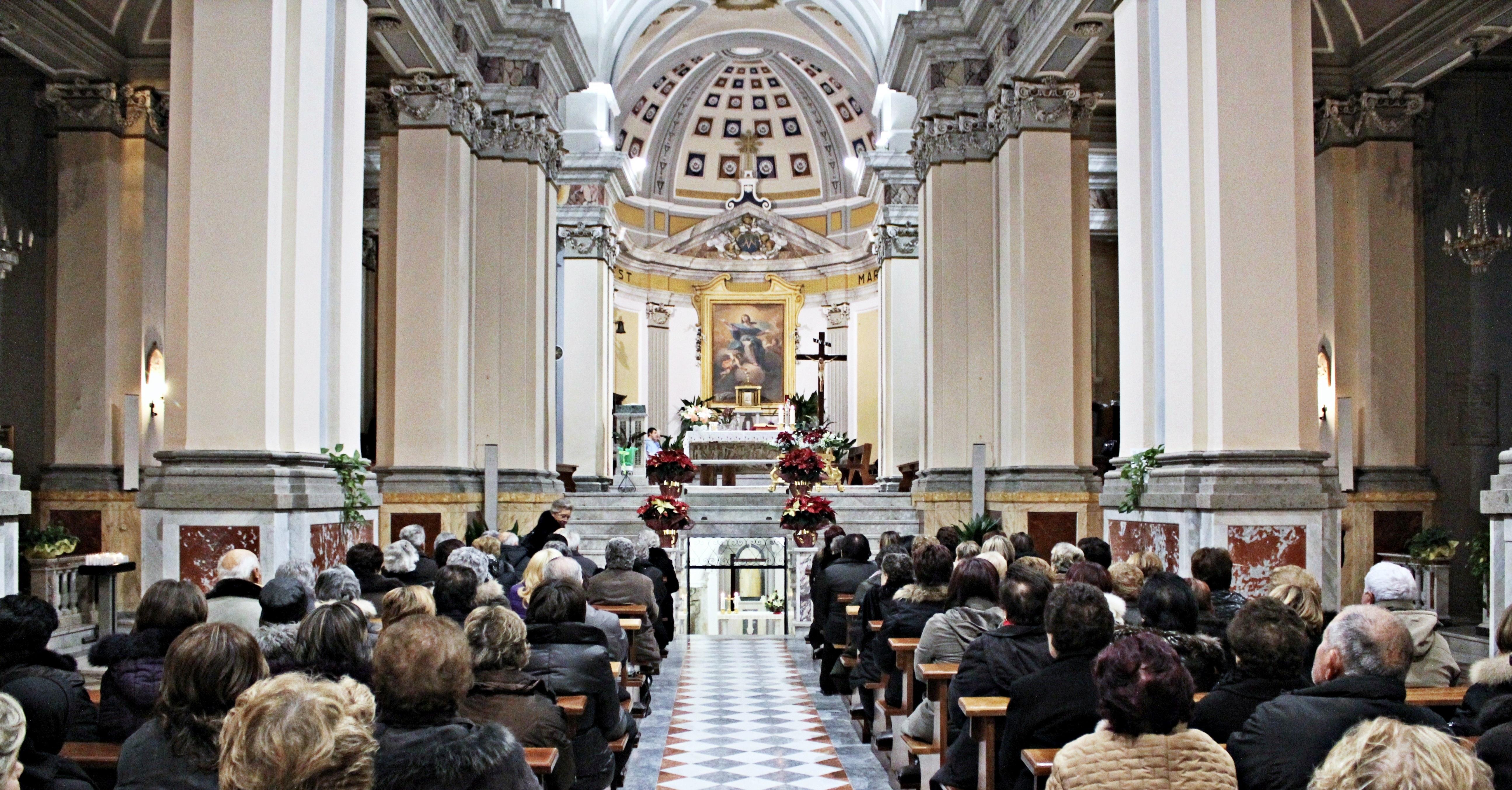
Interno - Navata Centrale.
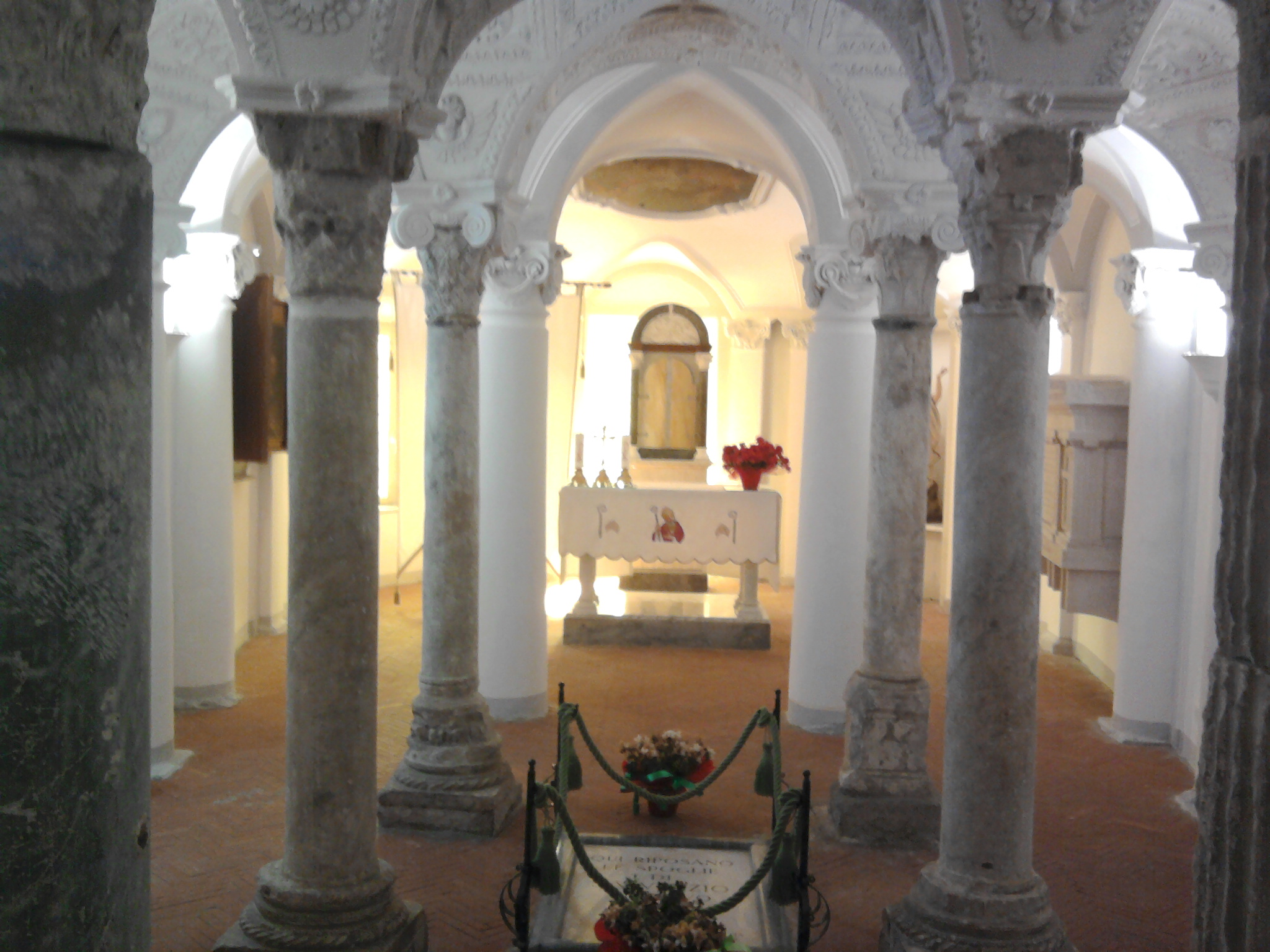
Cripta di San Vivenzio.
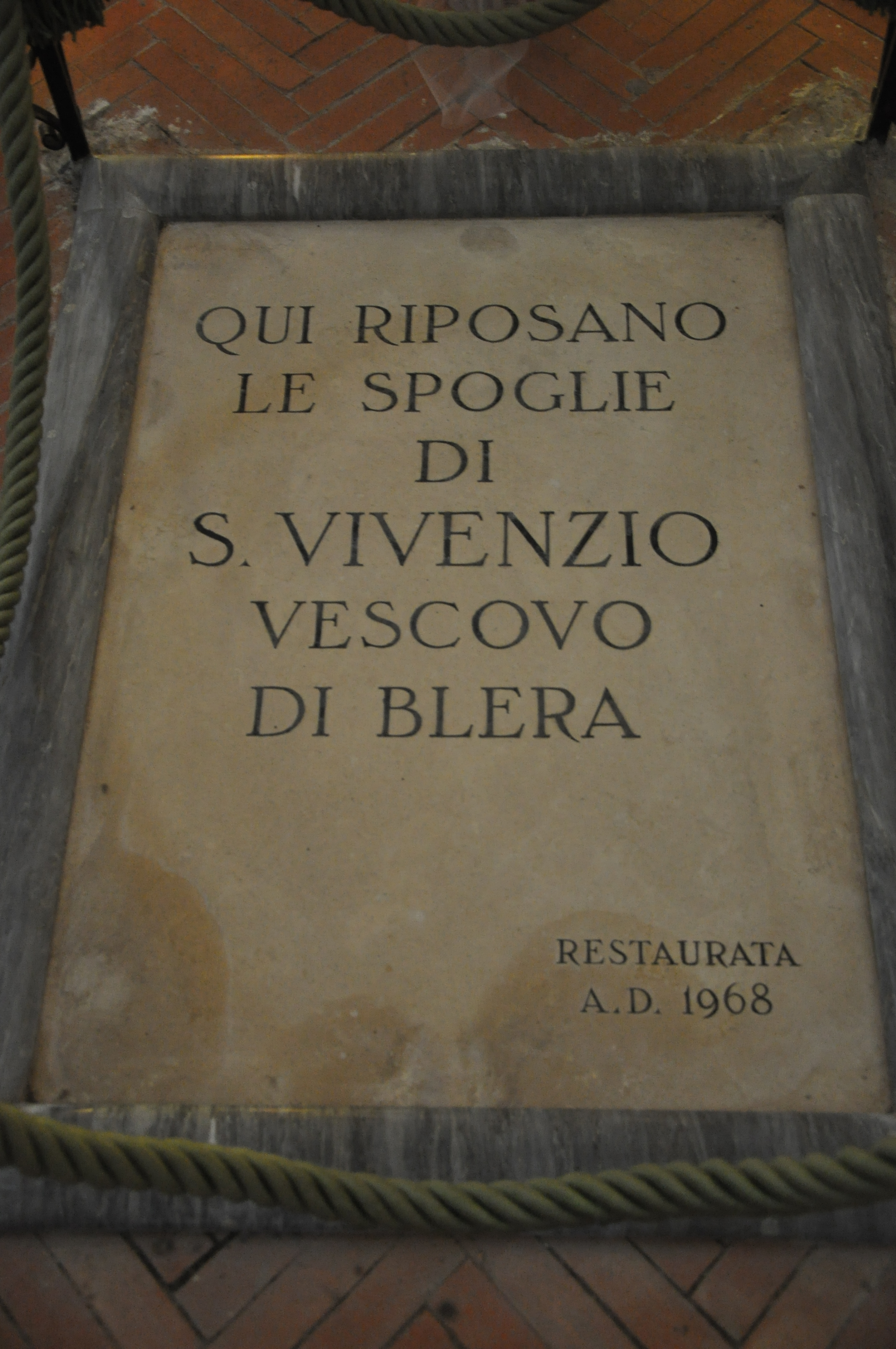
Tomba di San Vivenzio all'interno della cripta a lui dedicata.

## Pubblicazioni
- L. Santella, Il culto di San Vivenzio a Blera, in Informazioni (Periodico del Centro di catalogazione dei beni culturali, Amministrazione Provinciale di Viterbo), (1992), 97-112.